# Binnenlandse Strijdkrachten

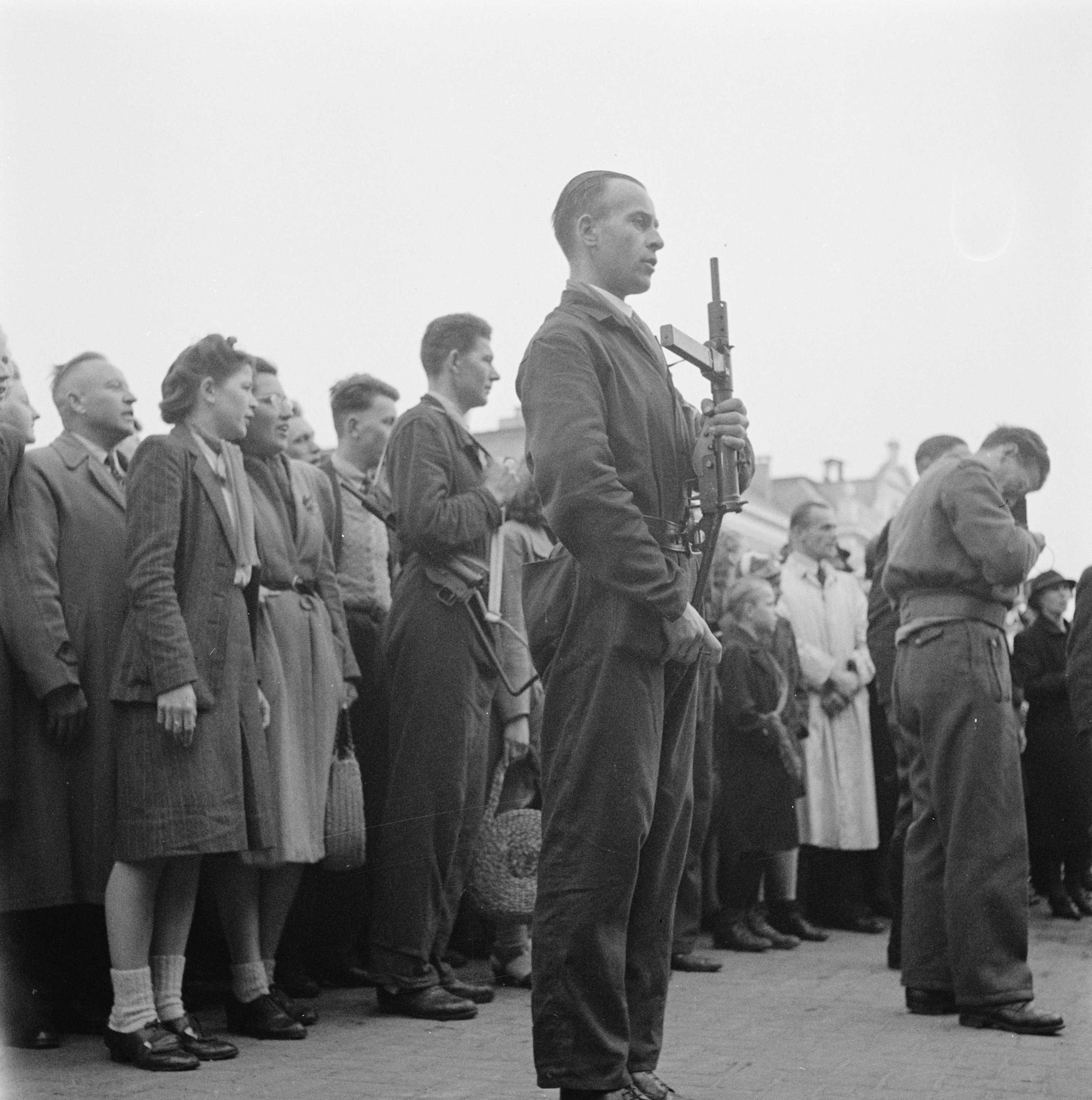
Ein Mitglied der Binnenlandse Strijdkrachten präsentiert das Gewehr (Enschede, April 1945).

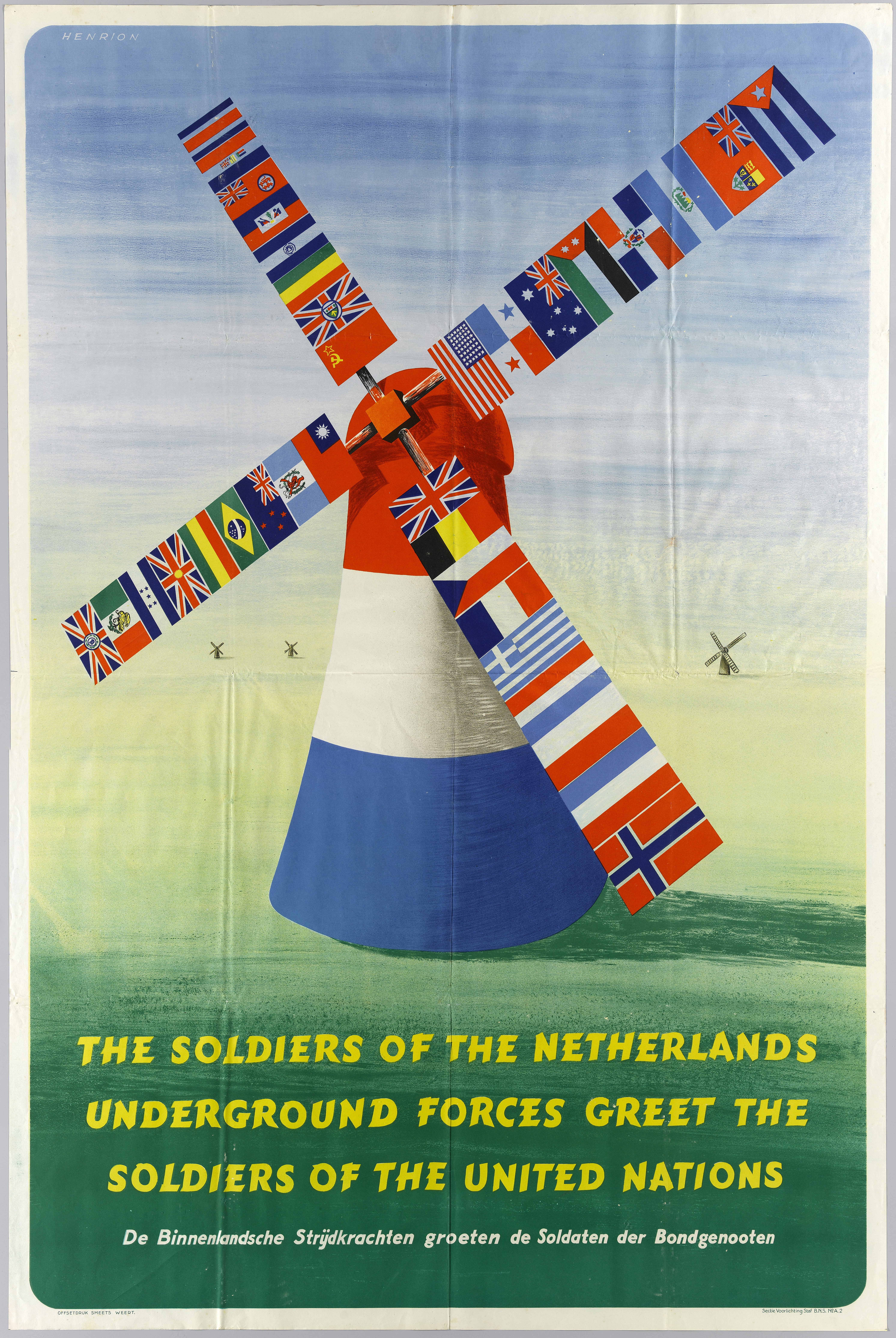
Begrüßungsplakat der BS für die alliierten Befreiungstruppen:

Die Binnenlandse Strijdkrachten (BS) (auch: Binnenlandsche Strijdkrachten; offiziell: Nederlandse Binnenlandse Strijdkrachten; deutsch etwa „Niederländische Inlands-Streitkräfte“; wörtlich „Binnenlandstreitkräfte“) waren ein in der Endphase (1944–1945) des Zweiten Weltkriegs offiziell gebildeter Verbund der drei wichtigsten niederländischen Widerstandsgruppen.

## Geschichte
Offiziell aufgestellt wurden die Binnenlandse Strijdkrachten am 5. September 1944. Es wurden die drei wichtigsten bewaffneten Widerstandsgruppen der besetzten Niederlande, die bis dahin weitgehend unabhängig voneinander gegen die deutsche Besatzung gekämpft hatten, durch Königliches Dekret zusammengefasst. Dabei handelte es sich um den Ordedienst (OD) (deutsch „Ordnungsdienst“), die Landelijke Knokploegen (LKP) (deutsch „Ländliche Kampfgruppen“) und den Raad van Verzet (RVV) (deutsch „Widerstandsrat“).
Königin Wilhelmina (1880–1962) ernannte ihren Schwiegersohn Prinz Bernhard der Niederlande (1911–2004), der sich zu der Zeit im britischen Exil in London aufhielt, zum Oberbefehlshaber. Kommandeur vor Ort in Amsterdam wurde Oberst Henri Koot (1883–1959). Im November 1944 wechselten beide ins neue Hauptquartier ins Landgut Ulvenhout südlich des inzwischen befreiten Breda. Als Uniform dienten den Mitgliedern der BS einfache blaue Overalls.

## Erinnerungsabzeichen

Erinnerungsabzeichen in Bronze

Auf Initiative von Prinz Bernhard wurde unmittelbar nach dem Krieg die Herinneringsinsigne Binnenlandse Strijdkrachten 1944–1945 (Bild) als Erinnerungsabzeichen für die Mitstreiter der BS gestiftet.